# Pic de l'Hortell
Le pic de l'Hortell est un sommet des Pyrénées culminant à une altitude de 2 562 mètres dans la paroisse d'Ordino en Andorre.

## Toponymie
- Pic a le même sens en catalan qu'en français et désigne un sommet pointu[3] par opposition aux tossa et bony fréquemment retrouvés dans la toponymie andorrane et qui correspondent à des sommets plus « arrondis »[4]. Pic est un terme d'origine latine[4].
- Hortell (prononcé oɾ’teʎ[5]) est un élément constitutif d'autres toponymes andorrans[6]. On retrouve ainsi par exemple Els Hortells à Auvinyà[6]. Des formes très proches telles que Hortó (Pal) et Hortoell (Engolasters) sont aussi présentes dans la principauté. Xavier Planas et ses co-auteurs font remarquer que ces toponymes ont émergé dans des zones aux caractéristiques géologiques semblables, c'est-à-dire marquées par une instabilité du terrain[6]. Joan Coromines avait proposé de manière concordante avec ce constat une construction à partir de la racine bascoïde lurte signifiant « avalanche de pierres » toujours présente en basque et en aragonais moderne[6],[7],[8]. Le toponyme Hortell s'ajoute donc à la liste des nombreux toponymes pré-romans de la paroisse d'Ordino et doit être rapproché de Llorts, village situé quelques kilomètres au sud du pic, lui aussi construit à partir de la racine lurte[6],[7]. Une autre hypothèse a néanmoins été proposée pour Hortell en le faisant dériver de hort (« jardin / potager »)[9],[6], lui-même issu du latin hortus [10]. Cette construction peut se comprendre au sens de « terrain verdoyant » - comme un jardin - mais a l'inconvénient de ne pas rendre compte des caractéristiques géographiques du lieu[6],[11].

## Géographie

### Topographie
Culminant à 2 562 mètres, le pic de l'Hortell est un sommet situé au nord-ouest de la paroisse d'Ordino en Andorre. Il appartient à une arête rocheuse séparant les cirques glaciaires d'Arcalís au nord et de l'Angonella au sud,. Il se trouve à l'est du pic d'Arcalís (2 776 m). Côté cirque d'Arcalís, le pic surplombe les pistes de la station d'Ordino Arcalís.

### Géologie
| Pic de l'Hortell |

Pic de l'Hortell sur la carte géologique de l'Andorre.
Le pic de l'Hortell est situé sur un synclinal de la chaîne axiale primaire des Pyrénées formé de roches du Paléozoïque. Comme dans tout le nord-ouest de la principauté, les roches datent plus précisément du Cambrien et de l'Ordovicien et sont de nature métamorphique (schiste et micaschiste selon le degré de métamorphisme),,.

## Voies d'accès
Le pic de l'Hortell est accessible depuis la station de ski Ordino Arcalís.